# Auguste Beernaert
Auguste Beernaert (Ostende, 26 juillet 1829 – Lucerne, 6 octobre 1912) est un homme d'État belge, de tendance catholique. C'est un Flamand de langue française. En 1873, il devient membre du gouvernement et, de 1884 à 1894, il est Premier ministre du roi Léopold II. Après avoir démissionné du gouvernement, il s'oppose cependant au roi à cause de la politique brutale menée au Congo, mais il reste député toute sa vie. Il met sur pied une forte législation sociale et établit (1895) le suffrage universel plural, avec vote obligatoire. 
C'est grâce à son travail interparlementaire et aux conférences internationales de la paix à La Haye en 1899 et 1907 qu'il se voit attribuer le prix Nobel de la paix en 1909. Ce bourgeois libéral qui se voulut « fidèle aux grandes idées de 1830 » fit entrer la Belgique dans l'ère démocratique.

## Enfance et études
Auguste Beernaert est né en 1829 à Ostende d’un père fonctionnaire de l'enregistrement et des domaines, Bernard Beernaert (Everghem, 24 octobre 1795 – Bruxelles, 28 octobre 1862) et d'Euphrosine-Josèphe Royon (Ostende, 14 juin 1809 – Ixelles, 31 août 1888).
Auguste Beernaert déménage en 1835 à Namur à la suite de la promotion de son père. Il poursuit des études secondaires classiques à domicile sous la houlette de ses parents, qui suivaient en cela les conseils d'un pédagogue français. Sa sœur Euphrosine Beernaert devient plus tard peintre paysagiste. 
À dix-sept ans, il entre à la faculté de droit de l'Université catholique Louvain. Cinq ans plus tard, il en sort diplômé avec la plus grande distinction. Il reçoit également une bourse de mille francs pour visiter plusieurs universités européennes (Paris, Berlin et Heidelberg) afin d’y comparer les différentes méthodes d’apprentissage du droit. Son étude (175 pages) critique le centralisme napoléonien et loue l'autonomie laissée aux universités allemandes, même s'il juge positivement les examens annuels des institutions françaises. Elle sera transférée au ministère de l’Intérieur et fera l’objet par la suite d’une publication.

## Carrière d'avocat
Il entame ensuite une brillante carrière d’avocat (il s’inscrit au barreau de Bruxelles et prête serment le 15 octobre 1850 après un stage chez Hubert Dolez) qui avec Pierre Sanfourche-Laporte, bâtonnier de 1836 à 1852, dominent le barreau de Cassation et se spécialise en droit fiscal. Il conseilla notamment la Société générale de Belgique et le prince Philippe de Belgique. Il fut nommé par arrêté royal du 18 avril 1859, avocat à la Cour de cassation, en remplacement d'Auguste Van Dievoet et devint bâtonnier de l'Ordre des avocats.
La maison d'Orléans le charge par ailleurs de surveiller leurs intérêts financiers au sein du journal libéral bruxellois L'Étoile belge.
Au printemps 1870, il se fiança avec Mathilde Borel, fille du consul de Suisse. Elle a vingt ans de moins que lui. Il l'épouse le 6 août à Bruxelles. Ils n'eurent pas d'enfant. Mathilde Borel est la sœur de Jules-François-Auguste Borel de Bitche, avocat, consul général de l'État libre du Congo et de la Suisse et membre du Conseil suprême du Congo. Julie Borel, sœur de Mathilde, épousa Michel Mourlon, géologue et paléontologue, conservateur au musée Royal d'histoire naturelle, membre de l'Académie des Sciences de Belgique. Un arrêté royal du 26 juillet 1913 permet à leurs deux fils, Georges Mourlon (1877-1933), industriel, et Pierre Mourlon (1889-1914), avocat, de modifier leur patronyme en Mourlon Beernaert.

## Carrière politique

### Ministre des Travaux publics

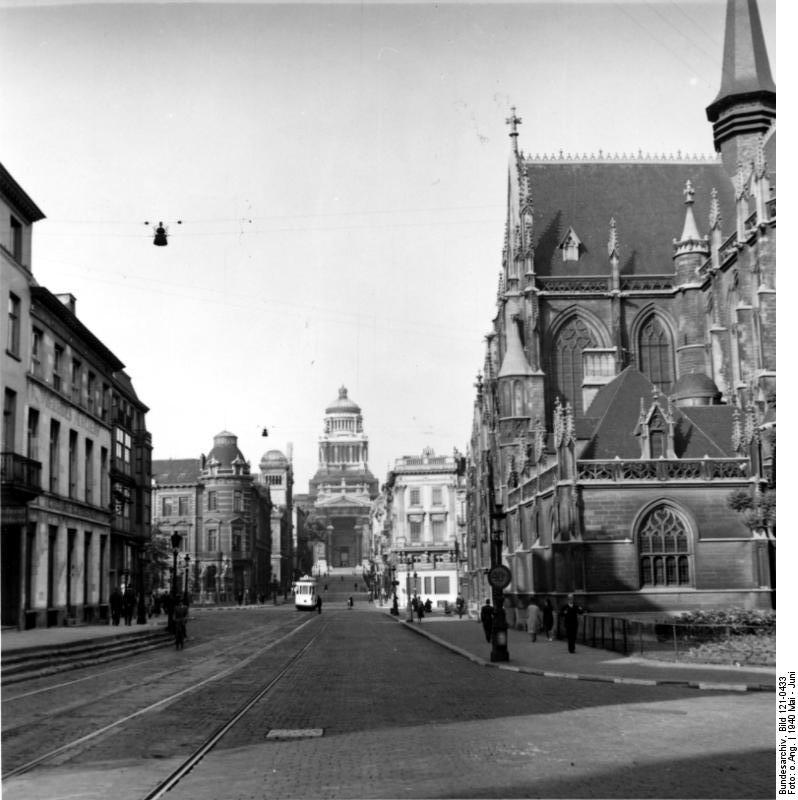
La rue de la Régence à Bruxelles

C’est en 1873 que Jules Malou fait appel à lui pour prendre la direction du ministère des Travaux publics, des Chemins de fer et des Transports, en remplacement de François Moncheur, démissionnaire pour raison de santé. À ce poste, il fit élargir le canal Gand-Terneuzen, construire de nouveaux quais à Anvers et à Ostende, creuser le canal du Centre et développer les voies ferrées. Il mena aussi des travaux à Bruxelles : construction du Musée royal d'art ancien, percement du prolongement de la rue de la Régence, poursuite de la construction du palais de justice, érection du conservatoire et de la grande synagogue, aménagement du Petit Sablon.
En 1874, il est élu député de Tielt. Il conserve ce siège jusqu'à sa mort.
En 1878, le parti catholique perdit les élections et Auguste Beernaert perd son ministère. Il est alors envoyé à Rome par son parti pour obtenir de Léon XIII une condamnation de l'ultramontain Charles Périn.
La même année, il propose au Parlement d'augmenter l'âge auquel les enfants sont autorisés à travailler, mais cette proposition est rejetée.
Pendant la première guerre scolaire, il combat la loi de malheur, mais déplore la menace de refus de l'extrême-onction brandie par l'épiscopat. Il négocie avec le pape le retrait de cette mesure. En 1884, il est nommé président de la fédération et association des cercles catholiques et organise à ce titre la campagne électorale de 1884. Au cours de celle-ci, il prononce un discours programme à Marche-en-Famenne, dans lequel il promet le redressement des griefs, une baisse des impôts et de la modération dans la conduite des affaires.
Les élections donnent une très large majorité au parti catholique. Jules Malou constitue donc un nouveau gouvernement. D'après Charles Woeste, Beernaert hésite un temps avant d'accepter un portefeuille ministériel. Finalement il retrouve ses fonctions de ministre des Travaux publics et obtient par ailleurs celles de ministre de l'Agriculture. Les mois suivants, il soutient ses collègues dans leur politique de revanche en matière scolaire, mais en tentant de la modérer. Il reçoit en cela le soutien de Léopold II.

### Chef du cabinet

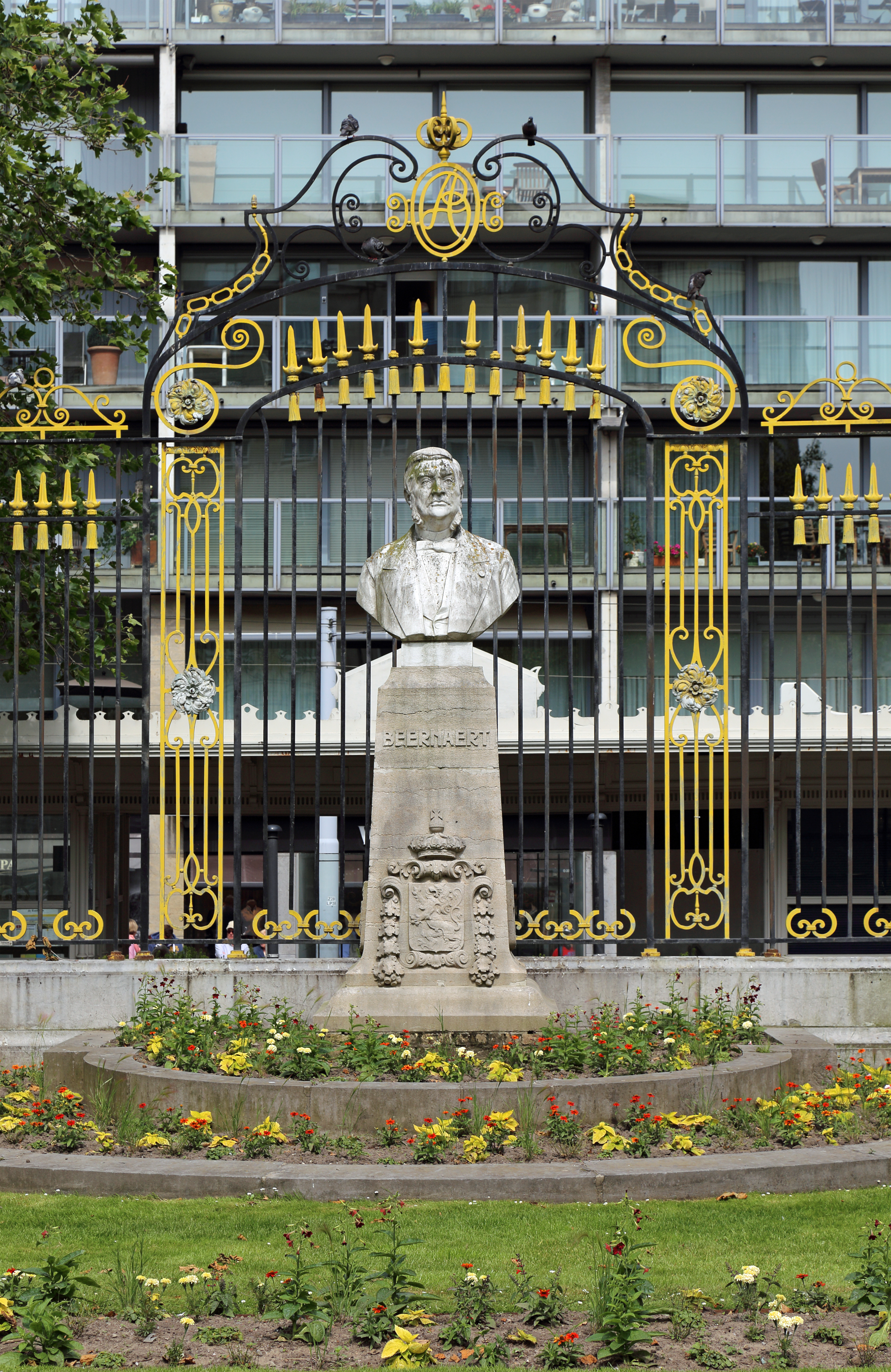
Buste d'Auguste Beernaert à Ostende par Louis Mascré.

Après la démission de Malou, il est appelé à conduire le gouvernement. Il refuse la demande du roi d'y intégrer des figures libérales modérées et de modifier la loi scolaire. Pour composer son ministère, il fait appel à Joseph Devolder (Justice), à Jean-Joseph Thonissen (Intérieur), Alphonse de Moreau (Agriculture et Travaux publics) et à Joseph de Riquet de Caraman (Affaires étrangères). Toutes ces personnalités ont assez peu d'expérience et Beernaert domine le cabinet. Beernaert prend pour lui-même les compétences de ministre des Finances. Il entre en fonction le 26 octobre 1884.
Il donne des gages à l'opinion libérale en interdisant aux communes d'engager des instituteurs étrangers, ce qui exclut les nombreux Français qui exercent dans les écoles libres. Il rétablit la dispense du service militaire pour les séminaristes mais[Information douteuse] la maintient pour les élèves de toutes les écoles normales. Il retarde l'arrivée du nouveau nonce Domenico Ferrata jusqu'aux funérailles de Charles Rogier pour éviter les manifestations.
Par ailleurs, il redresse les finances du pays en réduisant le déficit à 350 millions de francs en 1885, puis en produisant un excédent de 18 millions l'année suivante. Ce budget est voté à l'unanimité par la Chambre, le 10 décembre 1885.

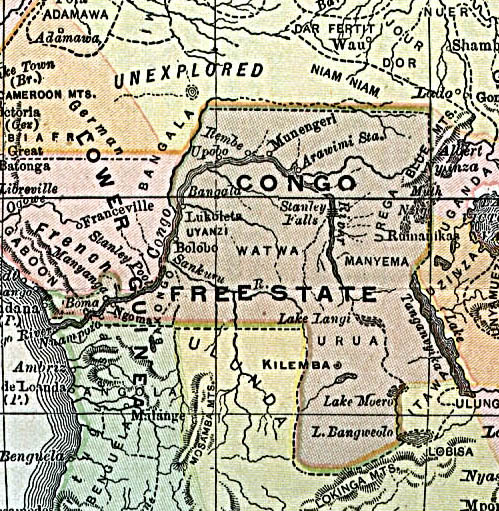
Carte de l'État indépendant du Congo en 1890

Beernaert joue un grand rôle dans l'acquisition et le développement du Congo. En mars 1885, Léopold II lui demande de soumettre au Parlement une motion lui permettant de devenir le souverain de l'État indépendant du Congo. L'accord des chambres à la majorité des deux-tiers était en effet indispensable en vertu de l'article 62 de la constitution. Il défendit la motion devant l'assemblée en s'appuyant sur le principe de la séparation totale entre la Belgique et l'État indépendant. En 1886, le souverain lui demande de requérir au Parlement l'autorisation d'émettre un emprunt à lots et à intérêts progressifs d'un montant de 150 millions de francs belges, ce qu'il obtient. Après l'effondrement du cours de cet emprunt, Beernaert propose au roi un important prêt personnel afin de remédier aux difficultés financières du souverain, mais celui-ci refuse.
Aux élections de 1886, le parti catholique gagne douze sièges et Beernaert garde le poste de Premier ministre.
En mars 1886, des émeutes éclatent à Liège, puis dans les régions de Charleroi et du Centre. Le 26 mars la verrerie et le château d'Eugène Baudoux à Jumet sont pillés et incendiés. Le gouvernement charge le général Alfred van der Smissen de réprimer les troubles, ce qu'il fait de manière rude,.
Beernaert fait voter les premières « lois sociales ». Le 17 avril 1886, il signe avec Alphonse de Moreau un arrêté royal qui crée une commission chargée de proposer au gouvernement des mesures pour améliorer les conditions de travail. En novembre 1886, le discours du trône annonce des évolutions dans ce domaine. Le Parlement décide ainsi par la suite, souvent à de très larges majorités, de créer des conseils de l'industrie et du travail et des commissions mixtes patronat-travailleurs chargée de conseiller le gouvernement en matière de législation sur le travail. En 1887, les chambres interdisent le truck system (paiement en nature du salaire des ouvriers) et réglementent plus sévèrement les possibilités de saisie ou de cession volontaire des salaires.
En 1886, dans le sillage d'une crise dans les Balkans, Beernaert, fit voter, non sans peine, le budget nécessaire à la construction des ceintures de Liège (douze forts) et de Namur (neuf forts). Les travaux furent confiés au général Henri Alexis Brialmont et s'étalèrent de 1888 à 1891. Quelques semaines plus tard, il soutint la proposition de loi du député indépendant Adrien d'Oultremont qui visait à instaurer le service militaire personnel. Finalement la proposition fut rejetée par 69 voix contre 62 devant l'hostilité de la plus grande partie du parti catholique. Les membres du gouvernement votèrent cependant la proposition, parfois à contre-cœur, alors que l'opposition l'approuvait à la quasi-unanimité. Le gouvernement s'abstint de poser la question de la confiance, pour éviter d'être mis en minorité.
En 1889, on vote des textes sur le travail des femmes et des enfants, sur les règlements d'atelier, sur le salaire minimum et sur les habitations ouvrières.
En 1889, il obtient facilement du Parlement l'autorisation d'investir dix millions de francs dans le capital de la société des chemins de fer congolais. L'année suivante, il signe une convention avec l'État indépendant du Congo par laquelle la Belgique lui accorde un prêt sans intérêt de vingt-cinq millions sur dix ans. Après les dix années, la Belgique pourrait soit réclamer le remboursement, soit annexer la colonie. À la même époque Beernaert rend publique une lettre de Léopold II dans laquelle le souverain mentionne qu'il léguait le Congo à la Belgique par testament.

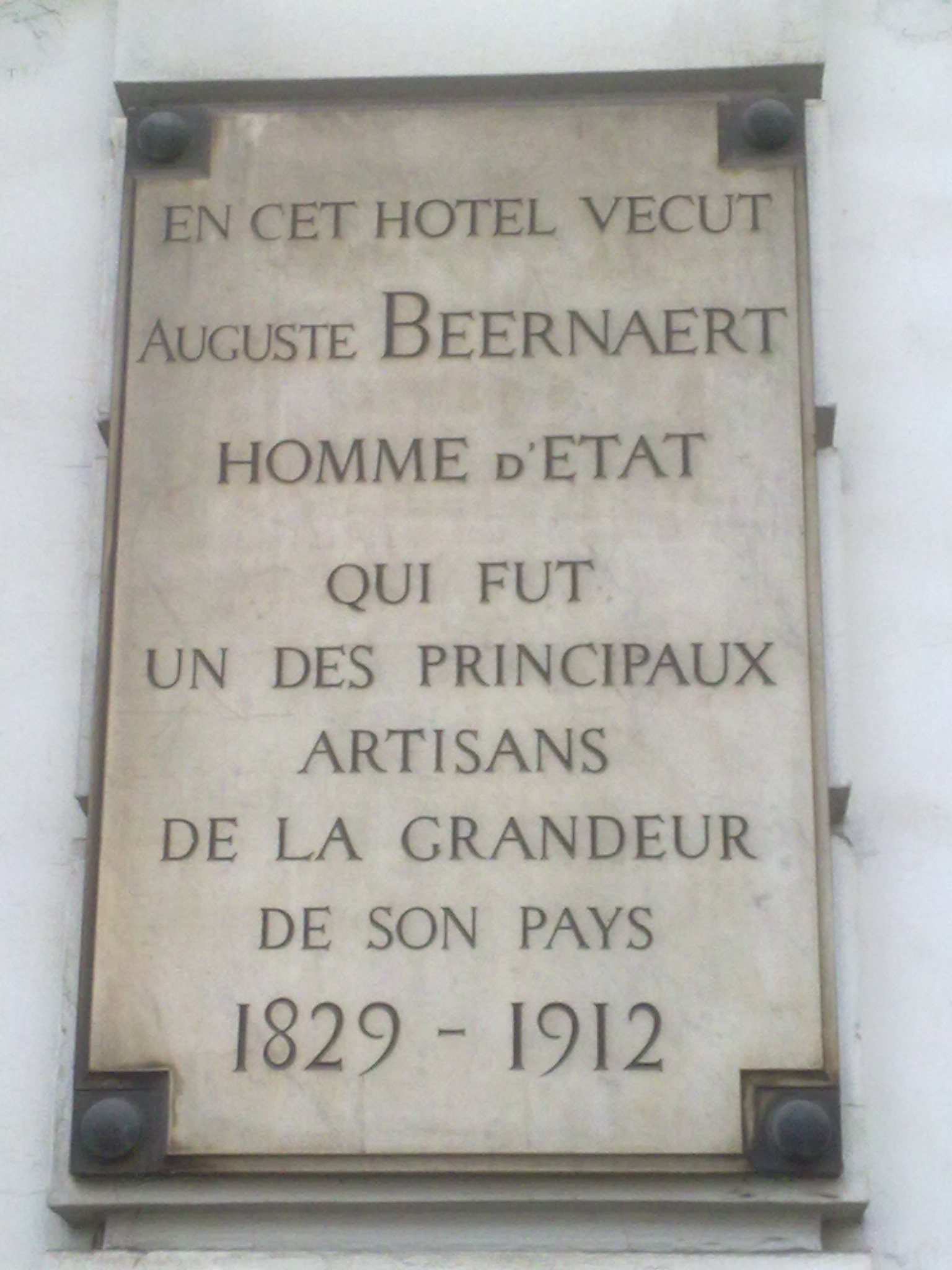
Plaque commémorative sur la façade de l'hôtel particulier, au no 1 place du Luxembourg à Ixelles (Bruxelles)

Durant l'hiver 1889-1890 éclate l'« affaire du grand complot » : Beernaert reçoit un soir Léonard Pourbaix, un indicateur de la Sûreté générale. Ce dernier diffuse ensuite dans le Borinage une affiche appelant à la révolte. Il est pour cela jugé devant la cour d'assises de Mons. L'opposition, menée par Jules Bara, et la presse accusent Beernaert d'avoir engagé un agent provocateur pour pouvoir ensuite réprimer l'extrême gauche. Cette accusation fut rejetée par 72 voix contre 32 à la Chambre. Cette affaire a une influence sur l'élection de Paul Janson à Bruxelles en 1890. Beernaert limoge immédiatement Gautier de Rasse, le directeur de la Sûreté qui a renseigné l'opposition. 
À partir de 1890, Beernaert entreprend de faire accepter un élargissement du droit de vote et l'introduction du scrutin proportionnel. Réticent, Léopold II se rallie finalement à cette idée à trois conditions : la création d'une police d'État, l'introduction d'un référendum royal par lequel le roi pourrait soumettre à la population certaines questions discutées au Parlement et le renforcement des pouvoirs du Sénat. Beernaert accepte et défend les propositions du roi, mais sans grande conviction. La révision du système électoral est surtout critiquée au sein du parti catholique. Ainsi, Charles Woeste est vivement opposé à l'introduction du scrutin proportionnel, qui pouvait mettre en danger la majorité catholique.
En septembre 1891, Léopold II prend possessions par décret de toutes les terres sans maître du Congo. À la même époque, des méthodes excessives sont utilisées pour récolter l'ivoire. Ces deux faits mécontentent Beernaert, qui use de son influence sur le souverain pour modérer sa politique africaine.
En 1892, Beernaert fait voter par la Chambre le principe de la révision des articles 26 (permettant l'introduction du référendum royal) et 47 (permettant l'élargir le droit de vote) de la constitution, mais échoue à faire voter la révision de l'article 48, qui permettait d'introduire le scrutin proportionnel. Beernaert insiste alors au Parlement et lors d'un second vote, il obtient la révision de l'article 48, grâce à l'appui de Woeste, qui précise cependant qu'il se battrait néanmoins contre l'introduction du scrutin proportionnel lors de la constituante. Les chambres sont ensuite dissoute. En élections de juin 1892, le parti catholique n'obtient pas la majorité des deux tiers et il doit donc composer avec l'opposition libérale pour réviser la constitution. Beernaert défend d'abord l'idée d'une combinaison entre le système de l'habitation (accorder le droit de vote à tous ceux qui occupent une maison) et le suffrage capacitaire, puis le principe du vote plural. 
Alors que les discussions suivent leur cours au Parlement, les socialistes déclenchent au début de 1893 une grève générale pour obtenir le suffrage universel et des émeutes éclatèrent à Bruxelles. Le gouvernement doit faire appel à l'armée pour les réprimer. Finalement, le vote plural, proposé par Albert Nyssens, est adopté, sous la pression de la rue (Émile Vandervelde avait secrètement juré que les émeutes cesseraient si le vote plural était adopté). Beernaert fait ensuite voter une loi rendant le vote obligatoire, pour lutter contre l'abstentionnisme de la bourgeoisie, qui aurait avantagé la gauche. Il obtient également facilement une modification de l'article 48 qui ouvre la voie à l'introduction du scrutin proportionnel. Par contre, le principe du référendum royal est rejeté. Finalement, il ne reste du programme royal que le renforcement du rôle conservateur du Sénat, mais il n'est que très partiel : au contraire, on abaisse notamment le cens des candidats sénateurs. C'est un demi-échec pour Beernert, qui était favorable à un Sénat conservateur. Beernaert tente finalement de faire voter une loi introduisant le scrutin proportionnel. Celle-ci est rejetée à une immense majorité. Devant ce désaveu de son propre parti, le Premier ministre remet sa démission au roi, le 16 mars 1894. Le souverain tente de convaincre Beernaert de rester au pouvoir et il éclate même en sanglots devant le refus de son ministre. Léopold II passe le saluer quelques jours plus tard au ministère des Finances et lui baise la main au moment de le quitter.
Le 28 mars, il est nommé ministre d'État.

### Un rôle international

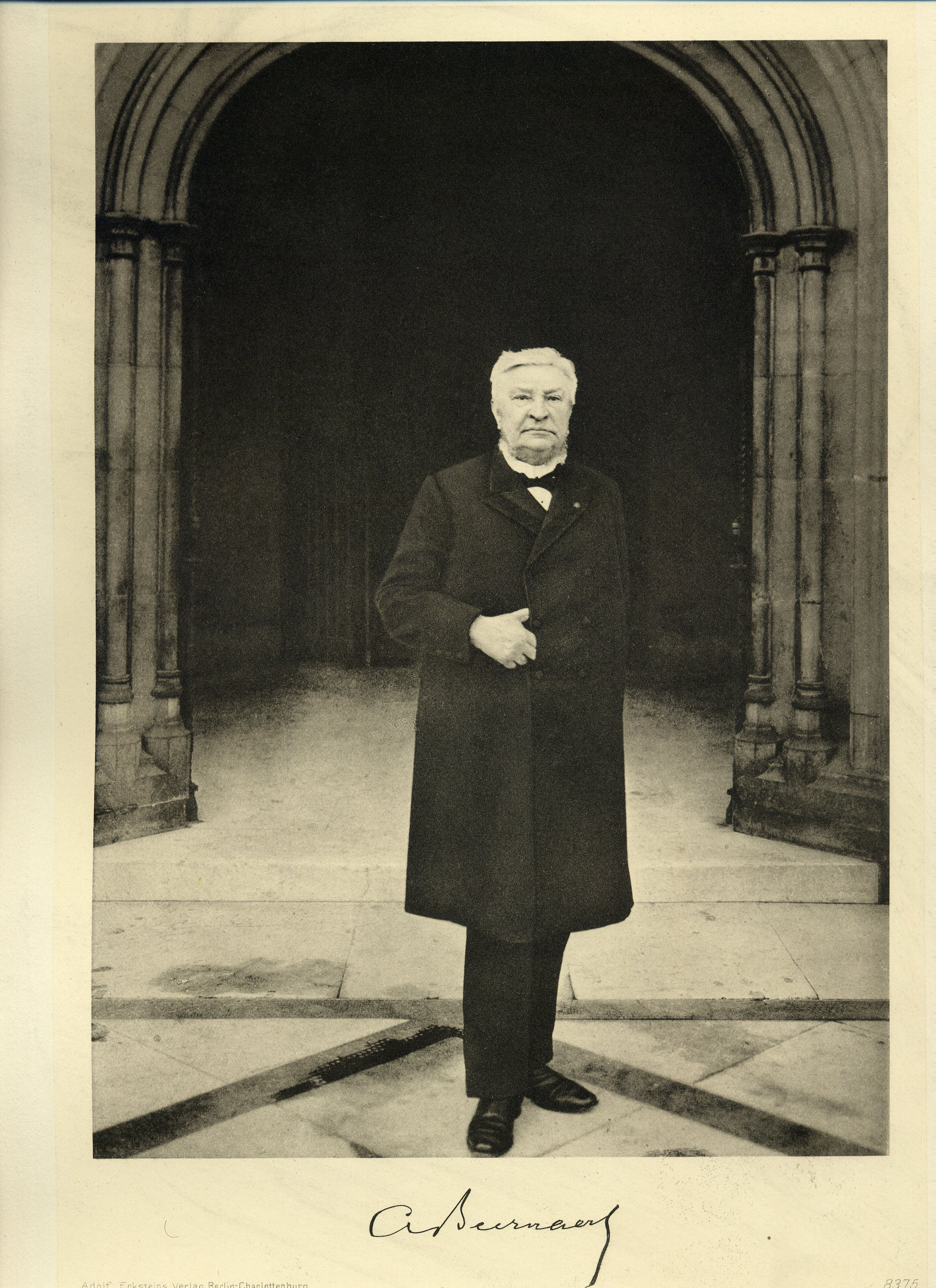
Auguste Beernaert vers 1900.

Le 30 janvier 1895, Beernaert prend la présidence de la Chambre, poste qu'il abandonne en 1900. 
En 1899, il représente la Belgique à la première conférence de La Haye.
Il redevient alors simple député et reprend également sa carrière d'avocat. Le gouvernement de Paul de Smet de Naeyer dépose alors un projet de loi visant à prolonger pour dix ans la convention conclue en 1890 avec l'État indépendant du Congo. Opposé aux excès de l'exploitation pratiquée par Léopold II, Beernaert dépose un amendement qui prévoit l'annexion immédiate du Congo et la création d'une commission chargée d'enquêter sur la situation actuelle des territoires africains. Léopold II écrit alors une lettre à Charles Woeste dans laquelle il dénonce les critiques de sa politique africaine. Woeste en fait lecture à la Chambre et Beernaert doit retirer sa proposition.
En tant que président de la Société d'études coloniales, il lutte contre l'esclavagisme.
En 1905, le roi l'invite au palais pour tenter d'obtenir son soutien dans sa politique de grands travaux dans les ports d'Anvers et de Zeebruges. Beernaert montre son opposition aux vues royales.
En 1907, il représente la Belgique à la Seconde conférence de La Haye, mais Léopold II exige le rappel de la délégation belge. Il obtient le prix Nobel de la paix en 1909 pour ses travaux dans le domaine du droit international, tout comme Paul Henri Balluet d'Estournelles de Constant,.
À l'automne 1912, il participe à la conférence interparlementaire à Genève. Au retour, il doit s'arrêter à Lucerne pour raisons de santé. Il y meurt quelques jours plus tard.
Il est enterré avec son épouse et sa sœur au cimetière de Boitsfort. Un monument lui est dédié sur la place Marie-José à Ostende. 
C'était un homme du monde, un amateur d'art, un gourmet et un mécène. Il était un collectionneur et possédait de nombreuses toiles de primitifs flamands et d'artistes contemporains. Il légua sa collection à des musées belges. Il était dessinateur à ses heures. Une vue de la ville de sa main est visible au Steinmetzkabinet à Bruges. Auguste Beernaert fit un don pour encourager la littérature belge de langue française, qui fut accepté par l'arrêté royal du 20 août 1910 signé Albert Ier.

### Honneurs
Des rues portent son nom à Berchem (Anvers), au Coq, à Knokke-Heist, à Ostende, à Watermael-Boitsfort et à Zeebruges. On trouve un buste à son effigie de Paul De Vigne au Sénat et son portrait par Jacques de Lalaing au musée Groeninge à Bruges. La poste belge a également émis un timbre en son honneur.
Sa dernière demeure, la Villa Miravalle à Boitsfort existe encore, mais elle a été rénovée. Sa correspondance est conservée au Musée royal de Mariemont.
Un vapeur de la Compagnie Royale Belgo-Argentine fut baptisé « Ministre Beernaert ».
En 1925, l'Académie royale de langue et de littérature française de Belgique crée le prix Auguste Beernaert, qui est attribué tous les quatre ans à l'« auteur belge ou naturalisé qui aura produit l'œuvre la plus remarquable sans distinction de genre ou de sujet ». Ce prix n'est plus attribué depuis 2017.

#### Décorations
Décorations :

##### Décorations belge
- Grand-Cordon de l'ordre de Léopold
- Grand-croix de l'ordre de l'Étoile africaine
- Croix civique de première classe
- Médaille commémorative du règne du roi Léopold II

##### Décorations étrangères
- Collier de l'ordre de la Tour et de l'Épée (Portugal)
- Grand-croix de l'ordre du Mérite civil (Bulgarie)
- Grand-croix de l'ordre de la Couronne de fer (Autriche)
- Grand-croix de l'ordre de l'Étoile Brillante (Zanzibar)
- Grand-croix de l'ordre de l'Aigle blanc (Russie)
- Grand-croix de l'ordre pontifical du Saint-Sépulcre
- Grand-croix de l'ordre de Pie IX (Saint-Siège)
- Grand-croix de l'ordre de l'Aigle rouge
- Grand-croix de l'ordre de la Couronne (Prusse)
- Grand-croix de l'ordre du Lion néerlandais
- Grand-croix de l'ordre du Lion et du Soleil (Perse)
- Grand-croix de l'ordre de la Branche ernestine (Saxe)
- Grand-croix de l'ordre royal d'Albert le Valeureux Roi de Saxonie (Saxe)
- Grand-croix de l'ordre de Dannebrog (Danemark)
- Grand-croix de l'ordre de l'Étoile de Roumanie
- Grand-croix de l'ordre national de la Légion d'honneur (France)
- Grand-croix de l'ordre de l'Osmaniye (Empire ottoman)
- Grand-croix de l'ordre de la Couronne d'Italie
- Croix d'honneur de première classe de l'ordre de Hohenzollern
- Médaille Liakat (Empire ottoman)